# Haplochromis flavus
Haplochromis flavus é uma espécie de peixe da família Cichlidae.
É endémica da Tanzânia.
Os seus habitats naturais são: lagos de água doce.